# ماندي هارفي
ماندي هارفي (بالإنجليزية: Mandy Harvey)‏ هي مغنية أمريكية، ولدت في 2 يناير 1988 في سينسيناتي في الولايات المتحدة.

## وصلات خارجية
- الموقع الرسمي
- ماندي هارفي على موقع ميوزك برينز (الإنجليزية)